# Quantenmechanische Messung
Der quantenmechanische Messprozess beschreibt die Messung einer physikalischen Größe an einem Objekt der Quantenphysik. Für die klassische Physik gilt immer, aber für die Quantenphysik nur teilweise, dass der Messwert schon vor der Messung eindeutig festliegt und bei Wiederholungsmessungen an gleichen Messobjekten im gleichen Zustand stets den gleichen Wert hat.
Dass eine physikalische Größe erst bei ihrer Messung einen bestimmten Wert bekommt, gilt in der Quantenphysik häufig auch dann, wenn der Zustand des Messobjekts mit idealer Genauigkeit so vollständig wie möglich präpariert wurde. Bei Wiederholungsmessungen an identisch präparierten Objekten streuen die Messwerte dann unvermeidlich in einem ganzen Wertebereich. Beispiele sind der Zeitpunkt, an dem ein radioaktiver Atomkern ein Strahlungsquant aussendet, oder die seitliche Ablenkung eines der Elektronen, das in einem Beugungsexperiment mit einem Teilchenstrahl auf den Schirm trifft. Diese Unbestimmtheit ist nicht auf mangelnde Kenntnis des genauen Zustands zurückzuführen, wie z. B. beim Würfeln, wenn die Augenzahl zwar schon feststeht, aber unbekannt bleibt, bis der Würfelbecher aufgehoben wird. Denn diese Unbestimmtheit tritt eben auch dann auf, wenn der Zustand des Messobjekts mit der nach der Quantenmechanik größtmöglichen Genauigkeit bestimmt ist.
Am Messgerät ist, wie bei jeder Messung in der klassischen Physik auch, immer nur ein Wert abzulesen, aber es ist bis heute nicht befriedigend gelöst, auf welche Weise dieser aus den vielen möglich gewesenen Werten ausgewählt wird. Mit der Quantenmechanik (wie auch mit der Quantenfeldtheorie) lässt sich für jeden der möglichen Messwerte zwar die Wahrscheinlichkeit berechnen, dass er auftritt, aber die Möglichkeit einer präzisen Vorhersage ist, außer bei gewissen Ausnahmen, prinzipiell ausgeschlossen. Damit stellt der quantenmechanische Messprozess für die Interpretation dieser beiden ansonsten überaus erfolgreichen Theorien eines der größten ungelösten Probleme dar.

## Überblick
Bei Messungen an einem makroskopischen Objekt gilt, dass sich bei einer exakten Wiederholung von Präparation und Messung dasselbe Ergebnis einstellt (idealerweise exakt, real im Rahmen der Messgenauigkeit). Das erfüllt die Forderung an die Wissenschaft, dass ihre Ergebnisse reproduzierbar seien. Des Weiteren kann man die Rückwirkung des Messprozesses auf das makroskopische Objekt entweder wegen ihrer Geringfügigkeit vernachlässigen (ideale Messung) oder genau angeben.
Bei Messungen an Quantenobjekten hingegen ist es typisch, dass identische Messprozeduren an identisch vorbereiteten (‚präparierten‘) Objekten zu weit streuenden Messergebnissen führen. Nach der vorherrschenden Kopenhagener Deutung der Quantenmechanik sind solche Abweichungen prinzipiell unvermeidlich, weil sie nicht in lückenhafter Kenntnis über den genauen Zustand des Objekts oder des Messapparates begründet sind, sondern in der Natur der Quantenobjekte liegen und damit ein wesentliches Merkmal der Quantenphysik sind.
Reproduzieren lässt sich das Ergebnis einer quantenphysikalischen Messung an einem einzelnen Objekt nur in Sonderfällen. Nur in diesen Fällen bleibt auch das Objekt in dem Zustand, den es vor der Messung hatte. Es handelt sich dann beim Zustand um einen der zur Messgröße gehörenden Eigenzustände und bei dem Messwert um den betreffenden Eigenwert. Ist der Zustand des Objekts aber kein Eigenzustand der Messgröße, wird er auf unvorhersagbare Weise – passend zum jeweils erhaltenen Messwert, der immer einer der Eigenwerte ist – verändert. Doch auch bei diesen nicht reproduzierbaren Messwerten kann man reproduzierbare Ergebnisse finden, wenn man die Messungen wiederholt und aus vielen Einzelmessungen Mittelwerte bestimmt, z. B. für die Lebensdauer, die Reaktionsrate bzw. den Wirkungsquerschnitt.

## Ablauf und Folgen des Messprozesses
Bei jedem Messprozess gibt es eine physikalische Wechselwirkung zwischen gewissen Eigenschaften des Messobjektes (z. B. Ort, Impuls, magnetisches Moment) und dem Zustand der Messapparatur (allgemein „Zeigerstellung“ genannt). Nach dem Messprozess kann der Wert der gemessenen Größe an der Zeigerstellung des Messgeräts abgelesen werden.
Der quantenmechanische Messprozess erfordert wegen der prinzipiellen Unterschiede zum klassischen Messprozess eine tiefergehende Interpretation. John v. Neumann hat  im Rahmen der Kopenhagener Deutung 1932 als erster den typischen Messvorgang formal beschrieben und damit die heute noch weitgehend akzeptierte Sichtweise entwickelt. Formale Grundlage ist, dass in der Quantenmechanik die Zustände eines physikalischen Systems durch Vektoren in einem Hilbertraum und die beobachtbaren Größen (z. B. Ort, Impuls, Spin, Energie) durch hermitesche Operatoren dargestellt werden (z. B. für Energie, Drehimpuls etc., oder Masse und Ladung des Teilchens). Die Eigenwerte der Operatoren sind die möglichen Messwerte. Sie sind auch diejenigen Messwerte, die wohlbestimmt sind und bei jeder guten Messung denselben Wert ergeben, wenn das Objekt sich in einem Eigenzustand des betreffenden Operators befindet.
Nach von Neumann müssen beim typischen quantenphysikalischen Messprozess drei Schritte betrachtet werden:
- Präparation: Es wird eine Menge von Teilchen (oder anderen Objekten) erzeugt, die alle in demselben quantenmechanischen Zustand {\displaystyle \psi } sind. Der Messvorgang bezieht sich jeweils auf die Messung an einem Exemplar.
- Wechselwirkung: Zwischen dem Messobjekt und dem Messgerät findet eine Wechselwirkung statt. Dadurch verändert das Gesamtsystem aus Messobjekt und Messgerät seinen Zustand.
- Registrierung: Nach Abschluss der Wechselwirkung wird am Messgerät das Messergebnis abgelesen. Bei streuenden Messergebnissen wird die ganze Messung im Allgemeinen so oft wiederholt, bis sich ein verlässlicher Mittelwert bilden lässt.

Dieselben drei Schritte gelten auch für Messungen in der klassischen Physik, hier sind die Folgen aber deutlich andere. In der Quantenmechanik ist der Messwert vor der Messung nur in den Sonderfällen festgelegt, in denen sich das Messobjekt vorher in einem Eigenzustand der Messgröße befindet. Im Allgemeinen ist der Zustand eine Superposition verschiedener Eigenzustände und jeder der zugehörigen Eigenwerte kann prinzipiell als Messergebnis erscheinen. Ein Beispiel ist die Messung der Ortskoordinate in einem Beugungsexperiment, wenn die zum Teilchen gehörende Materiewelle, die den Zustand des Teilchens angibt, auf dem ganzen Schirm auftrifft, also viele mögliche Orte enthält, aber nur an einem einzigen Ort ein Signal hervorruft. Eine Aussage darüber, welcher der möglichen Messwerte zum registrierten Ergebnis der Messung wird, enthält dann Wahrscheinlichkeiten.
Weil sich Quantenobjekte außerhalb eines Messprozesses nach einer Bewegungsgleichung (wie z. B. der Schrödingergleichung) stetig entwickeln, sind in infinitesimalen Zeiten keine endlichen Veränderungen möglich. Insbesondere kann so kein Sprung zu einem anderen Eigenwert beschrieben werden. Eine zweite Messung derselben Größe direkt im Anschluss an die erste Messung muss demnach dasselbe Ergebnis liefern. Damit die Theorie dies sicherstellt, muss sie voraussetzen, dass das Messobjekt durch die Messung in denjenigen Eigenzustand der Messgröße überführt wurde, der den gefundenen Messwert zum Eigenwert hat. Alle Komponenten des Zustands, die zu anderen Eigenwerten gehören, müssen bei der Messung gelöscht werden. Dieser Prozess ist irreversibel, denn am überlebenden Eigenzustand lässt sich nicht mehr spezifizieren, welche anderen Komponenten das Messobjekt vorher noch besessen hat. Dieser Vorgang wird als Kollaps der Wellenfunktion oder als Zustandsreduktion bezeichnet. Er muss instantan ablaufen, konnte aber bisher nicht weiter aufgeklärt werden. Es bleibt damit auch ungeklärt, inwieweit ein instantaner Kollaps der Wellenfunktion einen realen physikalischen Vorgang beschreibt, oder nur die sprunghafte Veränderung des Informationsstands aufseiten des Beobachters.

## Präparation des Messobjekts
Als Präparation eines Messobjekts bezeichnet man einen Vorgang, nach dem der Zustand des Objekts wohlbestimmt ist oder zu einer bestimmten Untermenge seiner möglichen Zustände gehört. Im ersten Fall, z. B. ein Elektron mit bestimmtem Impuls und bestimmter Richtung des Spin, wird der Zustand durch einen Vektor {\displaystyle |\psi \rangle } des Hilbertraums beschrieben. Für die Praxis wichtiger ist der zweite Fall, dass eine ganze Untermenge von Zuständen vorliegt, z. B. ein Elektron mit dem vorgegebenen Impuls, aber einer beliebigen Richtung des Spin. Dann handelt es sich um ein Zustandsgemisch, das mit einem Dichteoperator zu beschreiben ist (s. u.).
Die Präparation eines Objekts in einem Zustand oder Zustandsgemisch, in dem bestimmte messbare Größen vorgegebene Werte haben sollen, wird zunächst durch Messungen dieser Größen an vielen Objekten und nachfolgende Aussonderung derjenigen Exemplare erreicht, die nicht die gewünschten Messwerte gezeigt haben. Die vorgegebenen Größen müssen kommensurabel sein, sodass die Messung der einen Größe nicht die schon getroffene Auswahl der anderen wieder zunichtemacht. Die Aussonderung der Objekte in unerwünschten Zuständen kann auf verschiedene Weise erfolgen. Zum Beispiel ganz direkt etwa bei der Präparation eines engen Teilchenstrahls, indem Teilchen mit ungeeigneter Flugrichtung durch Blenden aufgehalten werden. Oder auch erst nach Ablauf des ganzen Experiments durch nachträgliche Auswahl anhand von Signalen, die für jedes gemessene Objekt aufgezeichnet haben, ob es die erwünschten Eigenschaften hatte. Häufig erfordert die Präparation auch mehrere Stufen, indem z. B. die Objekte erst eine Vorauswahl durchlaufen und dann einer bestimmten Wechselwirkung ausgesetzt werden, um sie in den gewünschten Zustand zu bringen. Ein Beispiel ist die Herstellung eines energetischen Strahls an einem Teilchenbeschleuniger, indem an einer Ionenquelle eine Vorauswahl der Art der Teilchen stattfindet, die anschließend in einem elektrischen Feld eine bestimmte Energie und Flugrichtung erhalten, um dann z. B. durch einen Stoß mit anderen Teilchen zu reagieren.

## Wechselwirkung erzeugt Verschränkung mit dem Messapparat
Das Messgerät für eine bestimmte physikalische Messgröße ist allgemein eine Apparatur, die durch eine Wechselwirkung mit dem zu untersuchenden Objekt in einen Zustand überführt wird, an dem man für den aktuellen Wert dieser Messgröße einen wohldefinierten Zahlenwert ablesen kann. In Anlehnung an ältere Messgeräte mit Skalen und Zeigern werden diese Zustände des Messgeräts als Zeigerzustände bezeichnet. Im Zustandsraum des Messgeräts bilden die Zeigerzustände eine (orthogonale) Basis.
Bei einem Quantenobjekt hat eine messbare Größe nur dann einen wohldefinierten Wert, wenn sein Zustand einer der Eigenzustände {\displaystyle |\phi _{n}\rangle } zu dieser Messgröße ist. In diesem Fall soll das Messgerät bei einer Messung von irgendeinem Anfangszustand {\displaystyle |M_{o}\rangle } aus in den Zeigerzustand {\displaystyle |M_{n}\rangle } übergehen, der z. B. einfach den Index {\displaystyle n} anzeigt, während das Objekt in seinem Zustand {\displaystyle |\phi _{n}\rangle } bleibt. Objekt und Messgerät, zusammen als gekoppeltes System betrachtet, durchlaufen demnach folgenden Prozess:
{\displaystyle |\phi _{n}\rangle |M_{o}\rangle \xrightarrow {\text{Messung}} |\phi _{n}\rangle |M_{n}\rangle }
Wenn jedoch das Objekt anfangs in einem beliebigen Zustand
{\displaystyle |\phi _{o}\rangle =\sum _{k}\,c_{k}\,|\phi _{k}\rangle }, (mit {\displaystyle \sum _{k}\,|c_{k}|^{2}=1})
ist, dann soll das Messgerät am Ende der Messung entweder mit Wahrscheinlichkeit {\displaystyle |c_{k_{1}}|^{2}} in den Zustand {\displaystyle |M_{k_{1}}\rangle } übergegangen sein, oder mit Wahrscheinlichkeit {\displaystyle |c_{k_{2}}|^{2}} in den Zustand {\displaystyle |M_{k_{2}}\rangle } usw. Das beobachtete Objekt soll entsprechend in den jeweils passenden Eigenzustand {\displaystyle |\phi _{k_{1}}\rangle }, {\displaystyle |\phi _{k_{2}}\rangle } usw. übergehen, und zwar irreversibel.
Nach den Regeln der Quantenmechanik (Linearität, Superposition) geht das gekoppelte System durch die Wechselwirkung zunächst in den verschränkten Zustand
{\displaystyle |\phi _{o}\rangle \,|M_{o}\rangle \xrightarrow {\text{Wechselwirkung}} |\Psi _{{Objekt}\oplus {Messapparat}}\rangle =\sum _{k}\,c_{k}\,|\phi _{k}\rangle \,|M_{k}\rangle }
über, und zwar reversibel. (Man beachte, dass ein beliebiger Zustand des Gesamtsystems aus Objekt und Messapparatur nur durch eine Doppelsumme über alle möglichen Produkte {\displaystyle |\phi _{i}\rangle |M_{k}\rangle } wiedergegeben würde, in der alle Kombinationen der Indizes {\displaystyle i,\;k} vorkommen.) Dieser Zustand enthält bereits die erwünschte Korrelation von Zeigerzustand des Messgeräts und Eigenzustand des beobachteten Objekts, dies aber nicht für ein eindeutiges Messergebnis, sondern gleichzeitig in Form einer kohärenten Überlagerung für alle Eigenzustände, die in dem Anfangszustand {\displaystyle |\phi _{o}\rangle } des Objekts mit einer Amplitude {\displaystyle c_{k}\neq 0} vertreten sind. Außerdem stellt er kein stabiles Endergebnis dar, sondern entwickelt sich zeitlich weiter, wobei er durch eine geeignete Wechselwirkung im Prinzip sogar immer wieder beliebig nahe zum Ausgangszustand {\displaystyle |\phi _{o}\rangle \,|M_{o}\rangle } zurückkehrt.
Wie die Verschränkung reversibel rückgängig gemacht werden kann, ist gut am (Gedanken-)Beispiel eines reversiblen Stern-Gerlach-Versuchs darzustellen.

## Registrierung des Ergebnisses
Auf den Übergang vom Anfangszustand {\displaystyle |\phi _{o}\rangle |M_{o}\rangle } zum verschränkten Zustand  {\displaystyle |\Psi _{{Objekt}\oplus {Messapparat}}\rangle =\sum _{k}\,c_{k}\,|\phi _{k}\rangle \,|M_{k}\rangle } muss die Registrierung eines eindeutigen Messergebnisses folgen. Registrierung bedeutet, dass ein Ergebnis irreversibel festgehalten wird. Das setzt nicht voraus, dass ein Beobachter das Ergebnis bewusst feststellt, es genügt eine irreversible Änderung irgendeines physikalischen Systems, aus der auf den Messwert geschlossen werden kann. Das eindeutige Ergebnis der Messung wird damit zu einem Fakt der klassischen Physik. Dieser Vorgang kann in zwei Schritte aufgeteilt werden: (1) Der verschränkte Zustand wandelt sich irreversibel in ein Zustandsgemisch um, aus dem (2) ein einziger Zustand als Endergebnis des Messprozesses ausgewählt wird. Der erste Schritt kann durch die Dekohärenz erklärt werden, der zweite ist bislang ungeklärt.

### Irreversible Umwandlung in ein Zustandsgemisch
Für die irreversible Umwandlung des Zustands  {\displaystyle |\Psi _{{Objekt}\oplus {Messapparat}}\rangle =\sum _{k}\,c_{k}\,|\phi _{k}\rangle \,|M_{k}\rangle } in ein Gemisch ist nach der quantenmechanischen Dekohärenz entscheidend, dass die Messapparatur mit der makroskopischen Umgebung in ständiger, wenn auch unmerklicher Wechselwirkung steht oder selbst schon eine makroskopische Anzahl von Freiheitsgraden besitzt. Also muss außer der bloßen Zeigerstellung {\displaystyle |M\rangle } auch der Umgebungszustand {\displaystyle |U\rangle } miteinbezogen werden, wobei es für das Folgende keine Rolle spielt, wo man die Grenze dazwischen zieht. Das gesamte System beginnt in einem Zustand {\displaystyle |\phi _{o}\rangle \,|M_{o}\rangle |U_{o}\rangle }, der durch die Wechselwirkungen zwischen Messobjekt und Zeigerstellung sowie zwischen Zeigerstellung und Umgebung zu einem verschränkten Zustand  wird:
{\displaystyle |\phi _{o}\rangle \,|M_{o}\rangle \,|U_{o}\rangle \xrightarrow {\text{Wechselwirkungen}} \sum _{k}c_{k}|\phi _{k}\rangle \,|M_{k}\rangle \,|U_{k}\rangle }
Darin sind die Umgebungszustände {\displaystyle |U_{k}\rangle }, die jeweils zu einem Zeigerzustand  {\displaystyle |M_{k}\rangle } gehören, mit an Sicherheit grenzender Wahrscheinlichkeit orthogonal zueinander, weil z. B. je nach Zeigerstellung mindestens eins der an den Zeiger stoßenden Luftmoleküle in eine andere Richtung gestreut wurde, oder mindestens ein Photon der Wärmestrahlung mehr oder weniger emittiert wurde etc. Die Zustände   {\displaystyle |U_{k}\rangle } können daher als Basis im Zustandsraum der Umgebung gewählt werden. Dann sind, wenn die Umgebung bei der Messung gar nicht weiter beachtet wird, alle physikalischen Informationen über den Zustand des übrigen Systems aus Messobjekt und Zeigerstellung im reduzierten Dichteoperator gegeben:
{\displaystyle {\hat {\rho }}=\sum _{k}\,|c_{k}|^{2}\,|\phi _{k}\rangle \,|M_{k}\rangle \;\langle M_{k}|\langle \phi _{k}|}.
Die zugehörige Dichtematrix hat (in der Basis der Zustände {\displaystyle |\phi _{k}\rangle |M_{k}\rangle }) keine Nichtdiagonalelemente. Das bedeutet den Verlust der Kohärenzeigenschaften des verschränkten Überlagerungszustands von Messobjekt und Zeigerstellung. Dieser geht dadurch in ein inkohärentes Zustandsgemisch der Zustände  {\displaystyle |\phi _{k}\rangle |M_{k}\rangle } über, die jeder für sich aus den korrekt korrelierten Basiszuständen {\displaystyle |\phi _{k}\rangle } und {\displaystyle |M_{k}\rangle }  von Messobjekt und Messapparat bestehen und mit dem Anteil {\displaystyle |c_{k}|^{2}} vertreten sind.

### Zustandsreduktion
Nur einer dieser Basiszustände {\displaystyle |\phi _{k}\rangle \,|M_{k}\rangle } des gekoppelten Systems aus Objekt und Messgerät soll am Ende der Messung als das eindeutige Endresultat erscheinen. Dieser letzte Schritt muss sowohl die Auswahl eines solchen Basiszustands gemäß der durch {\displaystyle |c_{k}|^{2}} gegebenen Wahrscheinlichkeit beinhalten, als auch die eigentliche Zustandsreduktion, die nur diesen einen Basiszustand übrig lässt und auch als Kollaps der Wellenfunktion bezeichnet wird. Beides konnte bisher nicht näher aufgeklärt werden.
Damit wird gleichzeitig die durch {\displaystyle P(k)=|c_{k}|^{2}} gegebene Wahrscheinlichkeitsverteilung der möglichen Messwerte auf einen einzigen Wert – den Messwert reduziert. Erst dann kann durch Ablesen des Messgeräts der Wert der gemessenen physikalischen Größe festgestellt werden, und das Messobjekt befindet sich dann mit Sicherheit im zugehörigen Eigenzustand {\displaystyle |\phi _{k}\rangle }. Damit wird gesichert, dass eine unmittelbar anschließende Wiederholung der Messung dasselbe Ergebnis hat.
Die Zustandsreduktion wird innerhalb der Kopenhagener Deutung als unstetig und augenblicklich angenommen. Wann und wie die Reduktion erfolgt und was ihre physikalische Ursache ist, ist auch heute noch ein ungelöstes Problem. Die Annahme, die Zustandsreduktion geschehe bereits bei einem mikroskopischen Wechselwirkungsprozess, gilt seit der Realisierung von Delayed-Choice-Experimenten und Quantenradierern als ausgeschlossen. Annahmen über Zeitpunkt oder Ursache der Reduktion reichen im Extremfall bis zum Moment der subjektiven Wahrnehmung im Bewusstsein eines Experimentators (z. B. bei Schrödingers Katze und Wigners Freund).
Die offene Frage nach den Details der Zustandsreduktion hat wesentlich dazu beigetragen, dass mehrere Interpretationen der Quantenmechanik entwickelt wurden, die von der Kopenhagener Deutung abweichen. Zu nennen ist die spontane Reduktion zu stochastisch verteilten Zeitpunkten in der GRW-Theorie des dynamischen Kollaps oder durch Dekohärenz aufgrund der Energie-Zeit-Unschärferelation, wenn die Selbstenergie durch Gravitation berücksichtigt wird. Eine grundsätzlich andere Antwort bietet die Viele-Welten-Interpretation, die in jeder Messung unbemerkt so viele Kopien der Welt entstehen lässt wie es mögliche Messwerte gibt, sodass jeder der Werte realisiert ist, aber jeder in einer eigenen, von uns unbeobachtbaren Welt.

## Messung an Zustandsgemischen
Für Systeme, deren Zustand durch einen Dichteoperator {\displaystyle {\hat {\rho }}} beschrieben wird, ist die Wahrscheinlichkeit, bei der Messung den Eigenwert {\displaystyle q_{n}} des Operators {\displaystyle {\hat {Q}}} zu finden, gegeben durch:
{\displaystyle P(n)=\langle \phi _{n}|{\hat {\rho }}|\phi _{n}\rangle =\operatorname {Tr} ({\hat {P}}_{n}{\hat {\rho }})}.
Der Operator {\displaystyle {\hat {P}}_{n}} ist der Projektor in den Teilraum der Eigenzustände zum Eigenwert {\displaystyle q_{n}}. Direkt nach der Messung befindet sich das System im Zustand, der durch den Dichteoperator
{\displaystyle {\hat {\rho }}'={\frac {{\hat {P}}_{n}{\hat {\rho }}{\hat {P}}_{n}}{\operatorname {Tr} ({\hat {P}}_{n_{0}}{\hat {\rho }}{\hat {P}}_{n_{0}})}}}
gegeben ist.